# Un rêve au coin du feu
Un rêve au coin du feu è una pantomima luminosa francese del 1894 diretta da Charles-Émile Reynaud. Il film fu realizzato per il teatro ottico, che consentiva a Reynaud di proiettare film dipinti a mano, a colori, quando il cinema doveva ancora essere inventato. Consiste di 400 immagini dipinte individualmente a mano su lastre di vetro per la durata complessiva di 12 minuti di proiezione.

## Trama
Nel salone di una casa entra prima un gatto bianco che va ad accoccolarsi su di una sedia e poi un maggiordomo in livrea, che deposita il cilindro e il mantello del suo padrone sulla poltrona, facendo scappare il gatto.
Entra nella stanza il signore, con aria ansiosa e preoccupata. Si siede davanti al fuoco del caminetto acceso e si addormenta. Dal caminetto emerge il Genio del Fuoco che fa comparire come un piccolo schermo in cui il protagonista vede passare davanti tutta la sua vita, dalla culla, fino al momento in cui un rivale lo schiaffeggia.
Il protagonista si ridesta improvvisamente, indossa cappello e mantello, con l'intenzione di uscire ad affrontare il proprio rivale, mentre il gatto, riapparso nella stanza gli si va a strofinare sulle gambe.

## Produzione
Un rêve au coin du feu è uno dei primi cortometraggi animati prodotti, realizzato per il teatro ottico da Charles-Émile Reynaud, e venne proiettato all'interno del programma delle "pantomime luminose" al Cabinet Fantastique del museo Grévin di Parigi tra il dicembre 1894 e il luglio 1897, quando le pantomime luminose furono sostituite dalle fotopitture animate.
Il film rappresenta una pionieristicamente una rappresentazione del flashback, che sarà utilizzato successivamente nel linguaggio cinematografico.
Un rêve au coin du feu è considerato un film perduto, poiché Reynard stesso gettò personalmente la copia in suo possesso nella Senna in un momento di sconforto.